# Megetra vittata
Megetra vittata är en skalbaggsart som först beskrevs av Leconte 1853.  Megetra vittata ingår i släktet Megetra och familjen oljebaggar. Inga underarter finns listade i Catalogue of Life.